# Pegaptanib
Le pegaptanib, est vendu sous la marque Macugen.

## Usage médical
Est un médicament utilisé pour traiter la dégénérescence maculaire liée à l'âge  humide. Le médicament était utilisé par injection dans l’œil.

## Effets secondaires
Les effets secondaires de ce médicament comprennent une vision floue, des cataractes, des saignements conjonctivals, des douleurs oculaires et une augmentation de la pression intraoculaire ; d'autres effets secondaires peuvent inclure l'anaphylaxie et l'endophtalmie . Le médicament agit en bloquant le facteur de croissance endothélial vasculaire .

## Histoire
Le médicament a été approuvé pour un usage médical aux États-Unis en 2004. Bien qu'il ait été approuvé en Europe en 2006, cette approbation a ensuite été retirée. Aux États-Unis, un flacon de 0,3 mg coûte environ 780 dollars américains . Depuis 2016, il n'est plus disponible aux États-Unis.